# Gouvernement Cazeneuve
Ve République
Valls II Philippe I
Le gouvernement Cazeneuve est le gouvernement de la République française du 6 décembre 2016 au 15 mai 2017, le trente-neuvième gouvernement de la Ve République et le cinquième et dernier nommé par le président François Hollande, après la démission de Manuel Valls.
En mai 2017, après l'élection d'Emmanuel Macron, Bernard Cazeneuve remet au président sortant la démission de son gouvernement. Édouard Philippe lui succède.

## Contexte de formation
Dans le contexte d'ouverture des candidatures à la Primaire citoyenne (primaire du PS et de ses alliés) pour l'élection présidentielle de 2017, après que François Hollande a annoncé son intention de ne pas se représenter, le Premier ministre Manuel Valls annonce sa candidature à cette même primaire le 5 décembre 2016 à Évry, et présente le lendemain la démission de son gouvernement au président de la République. Bernard Cazeneuve, précédemment ministre de l'Intérieur, est nommé à sa place à la tête d'un gouvernement final qui reprend presque entièrement la composition du précédent.

## Composition initiale
La composition est identique au gouvernement précédent lors de sa démission, à l’exception des portefeuilles suivants, :
- Premier ministre : Bernard Cazeneuve (en remplacement de Manuel Valls qui quitte le gouvernement) ;
- Ministre de l'Intérieur : Bruno Le Roux (en remplacement de Bernard Cazeneuve, devenu Premier ministre) ;
- Secrétaire d'État chargé des Relations avec le Parlement : André Vallini (échange de poste avec Jean-Marie Le Guen) ;
- Secrétaire d'État chargé du Développement et de la Francophonie : Jean-Marie Le Guen (échange de poste avec André Vallini).

La majorité des membres de ce gouvernement provient du Parti socialiste (31 sur 38). Le Parti radical de gauche est représenté par deux ministres et un secrétaire d'État et le Parti écologiste est représenté par une ministre et deux secrétaires d'État. Audrey Azoulay est la seule ministre qui n'appartient à aucun parti.

### Premier ministre
- Premier ministre : Bernard Cazeneuve.

### Ministres
| Ministère                                                                                                   | Titulaire              |
| --- | ---------------------- |
| Ministre des Affaires étrangères et du Développement international                                          | Jean-Marc Ayrault      |
| Ministre de l'Environnement, de l'Énergie et de la Mer, chargée des relations internationales sur le climat | Ségolène Royal         |
| Ministre de l'Éducation nationale, de l'Enseignement supérieur et de la Recherche                           | Najat Vallaud-Belkacem |
| Ministre de l'Économie et des Finances                                                                      | Michel Sapin           |
| Ministre des Affaires sociales et de la Santé                                                               | Marisol Touraine       |
| Ministre de la Défense                                                                                      | Jean-Yves Le Drian     |
| Garde des Sceaux, ministre de la Justice                                                                    | Jean-Jacques Urvoas    |
| Ministre du Travail, de l'Emploi, de la Formation professionnelle et du Dialogue social                     | Myriam El Khomri       |
| Ministre de l'Aménagement du territoire, de la Ruralité et des Collectivités territoriales                  | Jean-Michel Baylet     |
| Ministre de l'Intérieur                                                                                     | Bruno Le Roux          |
| Ministre de l'Agriculture, de l'Agroalimentaire et de la Forêt Porte-parole du gouvernement                 | Stéphane Le Foll       |
| Ministre du Logement et de l'Habitat durable                                                                | Emmanuelle Cosse       |
| Ministre de la Culture et de la Communication                                                               | Audrey Azoulay         |
| Ministre des Familles, de l'Enfance et des Droits des femmes                                                | Laurence Rossignol     |
| Ministre de la Fonction publique                                                                            | Annick Girardin        |
| Ministre de la Ville, de la Jeunesse et des Sports                                                          | Patrick Kanner         |
| Ministre des Outre-mer                                                                                      | Ericka Bareigts        |

### Secrétaires d'État
- Secrétaire d'État chargé des Relations avec le Parlement[5] : André Vallini
- Secrétaire d'État chargé de la Réforme de l'État et de la Simplification : Jean-Vincent Placé
- Secrétaire d’État chargée de l’Aide aux victimes : Juliette Méadel
- Secrétaire d'État chargé des Affaires européennes : Harlem Désir
- Secrétaire d'État chargé du Commerce extérieur, de la Promotion du tourisme et des Français de l'étranger : Matthias Fekl
- Secrétaire d'État chargé du Développement et de la Francophonie : Jean-Marie Le Guen
- Secrétaire d'État chargé des Transports, de la Mer et de la Pêche : Alain Vidalies
- Secrétaire d’État chargée de la Biodiversité : Barbara Pompili
- Secrétaire d'État chargé de l'Enseignement supérieur et de la Recherche : Thierry Mandon
- Secrétaire d'État chargé du Budget et des Comptes publics : Christian Eckert
- Secrétaire d'État chargée du Commerce, de l'Artisanat, de la Consommation et de l'Économie sociale et solidaire : Martine Pinville
- Secrétaire d'État chargé du Numérique et de l'Innovation : Axelle Lemaire
- Secrétaire d'État chargé de l'Industrie : Christophe Sirugue
- Secrétaire d'État chargée des Personnes handicapées et de la Lutte contre l'exclusion : Ségolène Neuville
- Secrétaire d'État chargée des Personnes âgées et de l'Autonomie : Pascale Boistard
- Secrétaire d'État chargé des Anciens combattants et de la Mémoire : Jean-Marc Todeschini
- Secrétaire d'État chargée de la Formation professionnelle et de l’Apprentissage : Clotilde Valter
- Secrétaire d'État chargée des Collectivités territoriales : Estelle Grelier
- Secrétaire d'État chargée de la Ville : Hélène Geoffroy
- Secrétaire d'État chargé des Sports : Thierry Braillard

## Déclaration de politique générale
Le 13 décembre 2016, le Premier ministre obtient la confiance de l'Assemblée nationale par 305 voix pour, 239 contre et 10 abstentions.
| Position   | Groupe | Groupe | Groupe | Groupe | Groupe | Non-inscrits | Total |
| Position   | GDR    | SER    | RRDP   | UDI    | LR     | Non-inscrits | Total |
| ---------- | ------ | ------ | ------ | ------ | ------ | ------------ | ----- |
| Position   |        |        |        |        |        | Non-inscrits | Total |
| POUR       | 2      | 282    | 17     | 0      | 0      | 4            | 305   |
| CONTRE     | 12     | 0      | 1      | 24     | 194    | 8            | 239   |
| ABSTENTION | 1      | 1      | 0      | 0      | 0      | 8            | 10    |
| NON-VOTANT | 0      | 5      | 0      | 3      | 5      | 5            | 18    |

## Modifications

### Ajustement du 27 février 2017
Axelle Lemaire démissionne le 27 février 2017 pour se consacrer à la campagne de Benoît Hamon et à sa candidature pour les élections législatives, le poste de secrétaire d'État chargée du Numérique et de l'Innovation est repris par Christophe Sirugue, cumulant avec son secrétariat d'État à l'Industrie,.

### Ajustement du 21 mars 2017
Bruno Le Roux démissionne le 21 mars 2017 après des accusations d'emplois présumés fictifs d'assistantes parlementaires de ses filles mineures alors qu'il était député. Il est remplacé par Matthias Fekl. Celui-ci quitte son poste de secrétaire d'État chargé du Commerce extérieur, de la promotion du Tourisme et des Français de l'étranger sans successeur.

### Élargissement d'attributions du 5 avril 2017
Par décrets du 5 avril 2017, Harlem Désir, secrétaire d'État chargé des Affaires européennes, traite également des questions relatives au Commerce extérieur et à la promotion du Tourisme, tandis que Jean-Marie Le Guen, secrétaire d'État chargé du Développement et de la Francophonie, traite également les Affaires concernant les Français de l'étranger.

## Organisation fonctionnelle

### Organisation fonctionnelle du 6 décembre 2016 au 27 février 2017
Premier ministre
- Bernard Cazeneuve, Premier ministre
- André Vallini, secrétaire d'État auprès du Premier ministre, chargé des Relations avec le Parlement
- Jean-Vincent Placé, secrétaire d'État auprès du Premier ministre, chargé de la Réforme de l'État et de la Simplification
- Juliette Méadel, secrétaire d'État auprès du Premier ministre, chargée de l'Aide aux victimes

Ministère des Affaires étrangères et du Développement international
- Jean-Marc Ayrault, ministre des Affaires étrangères et du Développement international
- Harlem Désir, secrétaire d'État auprès du ministre des Affaires étrangères et du Développement international, chargé des Affaires européennes
- Matthias Fekl, secrétaire d'État auprès du ministre des Affaires étrangères et du Développement international, chargé du Commerce extérieur, de la Promotion du tourisme et des Français de l'étranger
- Jean-Marie Le Guen, secrétaire d'État auprès du ministre des Affaires étrangères et du Développement international, chargé du Développement et de la Francophonie

Ministère de l'Environnement, de l'Énergie et de la Mer
- Ségolène Royal, ministre de l'Environnement, de l'Énergie et de la Mer, chargée des Relations internationales sur le climat
- Alain Vidalies, secrétaire d'État auprès de la ministre de l'Environnement, de l'Énergie et de la Mer, chargée des Relations internationales sur le climat, chargé des Transports, de la Mer et de la Pêche
- Barbara Pompili, secrétaire d'État auprès de la ministre de l'Environnement, de l'Énergie et de la Mer, chargée des Relations internationales sur le climat, chargée de la Biodiversité

Ministère de l'Éducation nationale, de l'Enseignement supérieur et de la Recherche
- Najat Vallaud-Belkacem, ministre de l'Éducation nationale, de l'Enseignement supérieur et de la Recherche
- Thierry Mandon, secrétaire d'État auprès de la ministre de l'Éducation nationale, de l'Enseignement supérieur et de la Recherche, chargé de l'Enseignement supérieur et de la Recherche

Ministère de l'Économie et des Finances
- Michel Sapin, ministre de l'Économie et des Finances
- Christian Eckert, secrétaire d'État auprès du ministre de l'Économie et des Finances, chargé du Budget et des Comptes publics
- Martine Pinville, secrétaire d'État auprès du ministre de l'Économie et des Finances, chargée du Commerce, de l'Artisanat, de la Consommation et de l'Économie sociale et solidaire
- Axelle Lemaire, secrétaire d'État auprès du ministre de l'Économie et des Finances, chargée du Numérique et de l'Innovation
- Christophe Sirugue, secrétaire d'État auprès du ministre de l'Économie et des Finances, chargé de l'Industrie

Ministère des Affaires sociales et de la Santé
- Marisol Touraine, ministre des Affaires sociales et de la Santé
- Ségolène Neuville, secrétaire d'État auprès de la ministre des Affaires sociales et de la Santé, chargée des Personnes handicapées et de la Lutte contre l'exclusion
- Pascale Boistard, secrétaire d'État auprès de la ministre des Affaires sociales et de la Santé, chargée des Personnes âgées et de l'Autonomie

Ministère de la Défense
- Jean-Yves Le Drian, ministre de la Défense
- Jean-Marc Todeschini, secrétaire d'État auprès du ministre de la Défense, chargé des Anciens combattants et de la Mémoire

Ministère de la Justice
- Jean-Jacques Urvoas, garde des Sceaux, ministre de la Justice

Ministère du Travail, de l'Emploi, de la Formation professionnelle et du Dialogue social
- Myriam El Khomri, ministre du Travail, de l'Emploi, de la Formation professionnelle et du Dialogue social
- Clotilde Valter, secrétaire d'État auprès de la ministre du Travail, de l'Emploi, de la Formation professionnelle et du Dialogue social, chargée de la Formation professionnelle et de l'Apprentissage

Ministère de l'Aménagement du territoire, de la Ruralité et des Collectivités territoriales
- Jean-Michel Baylet, ministre de l'Aménagement du territoire, de la Ruralité et des Collectivités territoriales
- Estelle Grelier, secrétaire d'État auprès du ministre de l'Aménagement du territoire, de la Ruralité et des Collectivités territoriales, chargée des Collectivités territoriales

Ministère de l'Intérieur
- Bruno Le Roux, ministre de l'Intérieur

Ministère de l'Agriculture, de l'Agroalimentaire et de la Forêt
- Stéphane Le Foll, ministre de l'Agriculture, de l'Agroalimentaire et de la Forêt, porte-parole du Gouvernement

Ministère du Logement et de l'Habitat durable
- Emmanuelle Cosse, ministre du Logement et de l'Habitat durable

Ministère de la Culture et de la Communication
- Audrey Azoulay, ministre de la Culture et de la Communication

Ministère des Familles, de l'Enfance et des Droits des femmes
- Laurence Rossignol, ministre des Familles, de l'Enfance et des Droits des femmes

Ministère de la Fonction publique
- Annick Girardin, ministre de la Fonction publique

Ministère de la Ville, de la Jeunesse et des Sports
- Patrick Kanner, ministre de la Ville, de la Jeunesse et des Sports
- Hélène Geoffroy, secrétaire d'État auprès du ministre de la Ville, de la Jeunesse et des Sports, chargée de la Ville
- Thierry Braillard, secrétaire d'État auprès du ministre de la Ville, de la Jeunesse et des Sports, chargé des Sports

Ministère des Outre-mer
- Ericka Bareigts, ministre des Outre-mer

### Organisation fonctionnelle du 27 février au 21 mars 2017
Premier ministre
- Bernard Cazeneuve, Premier ministre
- André Vallini, secrétaire d'État auprès du Premier ministre, chargé des Relations avec le Parlement
- Jean-Vincent Placé, secrétaire d'État auprès du Premier ministre, chargé de la Réforme de l'État et de la Simplification
- Juliette Méadel, secrétaire d'État auprès du Premier ministre, chargée de l'Aide aux victimes

Ministère des Affaires étrangères et du Développement international
- Jean-Marc Ayrault, ministre des Affaires étrangères et du Développement international
- Harlem Désir, secrétaire d'État auprès du ministre des Affaires étrangères et du Développement international, chargé des Affaires européennes
- Matthias Fekl, secrétaire d'État auprès du ministre des Affaires étrangères et du Développement international, chargé du Commerce extérieur, de la Promotion du tourisme et des Français de l'étranger
- Jean-Marie Le Guen, secrétaire d'État auprès du ministre des Affaires étrangères et du Développement international, chargé du Développement et de la Francophonie

Ministère de l'Environnement, de l'Énergie et de la Mer
- Ségolène Royal, ministre de l'Environnement, de l'Énergie et de la Mer, chargée des Relations internationales sur le climat
- Alain Vidalies, secrétaire d'État auprès de la ministre de l'Environnement, de l'Énergie et de la Mer, chargée des Relations internationales sur le climat, chargé des Transports, de la Mer et de la Pêche
- Barbara Pompili, secrétaire d'État auprès de la ministre de l'Environnement, de l'Énergie et de la Mer, chargée des Relations internationales sur le climat, chargée de la Biodiversité

Ministère de l'Éducation nationale, de l'Enseignement supérieur et de la Recherche
- Najat Vallaud-Belkacem, ministre de l'Éducation nationale, de l'Enseignement supérieur et de la Recherche
- Thierry Mandon, secrétaire d'État auprès de la ministre de l'Éducation nationale, de l'Enseignement supérieur et de la Recherche, chargé de l'Enseignement supérieur et de la Recherche

Ministère de l'Économie et des Finances
- Michel Sapin, ministre de l'Économie et des Finances
- Christian Eckert, secrétaire d'État auprès du ministre de l'Économie et des Finances, chargé du Budget et des Comptes publics
- Martine Pinville, secrétaire d'État auprès du ministre de l'Économie et des Finances, chargée du Commerce, de l'Artisanat, de la Consommation et de l'Économie sociale et solidaire
- Christophe Sirugue, secrétaire d'État auprès du ministre de l'Économie et des Finances, chargé de l'Industrie, du Numérique et de l'Innovation

Ministère des Affaires sociales et de la Santé
- Marisol Touraine, ministre des Affaires sociales et de la Santé
- Ségolène Neuville, secrétaire d'État auprès de la ministre des Affaires sociales et de la Santé, chargée des Personnes handicapées et de la Lutte contre l'exclusion
- Pascale Boistard, secrétaire d'État auprès de la ministre des Affaires sociales et de la Santé, chargée des Personnes âgées et de l'Autonomie

Ministère de la Défense
- Jean-Yves Le Drian, ministre de la Défense
- Jean-Marc Todeschini, secrétaire d'État auprès du ministre de la Défense, chargé des Anciens combattants et de la Mémoire

Ministère de la Justice
- Jean-Jacques Urvoas, garde des Sceaux, ministre de la Justice

Ministère du Travail, de l'Emploi, de la Formation professionnelle et du Dialogue social
- Myriam El Khomri, ministre du Travail, de l'Emploi, de la Formation professionnelle et du Dialogue social
- Clotilde Valter, secrétaire d'État auprès de la ministre du Travail, de l'Emploi, de la Formation professionnelle et du Dialogue social, chargée de la Formation professionnelle et de l'Apprentissage

Ministère de l'Aménagement du territoire, de la Ruralité et des Collectivités territoriales
- Jean-Michel Baylet, ministre de l'Aménagement du territoire, de la Ruralité et des Collectivités territoriales
- Estelle Grelier, secrétaire d'État auprès du ministre de l'Aménagement du territoire, de la Ruralité et des Collectivités territoriales, chargée des Collectivités territoriales

Ministère de l'Intérieur
- Bruno Le Roux, ministre de l'Intérieur

Ministère de l'Agriculture, de l'Agroalimentaire et de la Forêt
- Stéphane Le Foll, ministre de l'Agriculture, de l'Agroalimentaire et de la Forêt, porte-parole du Gouvernement

Ministère du Logement et de l'Habitat durable
- Emmanuelle Cosse, ministre du Logement et de l'Habitat durable

Ministère de la Culture et de la Communication
- Audrey Azoulay, ministre de la Culture et de la Communication

Ministère des Familles, de l'Enfance et des Droits des femmes
- Laurence Rossignol, ministre des Familles, de l'Enfance et des Droits des femmes

Ministère de la Fonction publique
- Annick Girardin, ministre de la Fonction publique

Ministère de la Ville, de la Jeunesse et des Sports
- Patrick Kanner, ministre de la Ville, de la Jeunesse et des Sports
- Hélène Geoffroy, secrétaire d'État auprès du ministre de la Ville, de la Jeunesse et des Sports, chargée de la Ville
- Thierry Braillard, secrétaire d'État auprès du ministre de la Ville, de la Jeunesse et des Sports, chargé des Sports

Ministère des Outre-mer
- Ericka Bareigts, ministre des Outre-mer

### Organisation fonctionnelle du 21 mars au 10 mai 2017 (Affaires courantes du 10 au 17 mai 2017)
Premier ministre
- Bernard Cazeneuve, Premier ministre
- André Vallini, secrétaire d'État auprès du Premier ministre, chargé des Relations avec le Parlement
- Jean-Vincent Placé, secrétaire d'État auprès du Premier ministre, chargé de la Réforme de l'État et de la Simplification
- Juliette Méadel, secrétaire d'État auprès du Premier ministre, chargée de l'Aide aux victimes

Ministère des Affaires étrangères et du Développement international
- Jean-Marc Ayrault, ministre des Affaires étrangères et du Développement international
- Harlem Désir, secrétaire d'État auprès du ministre des Affaires étrangères et du Développement international, chargé des Affaires européennes
- Jean-Marie Le Guen, secrétaire d'État auprès du ministre des Affaires étrangères et du Développement international, chargé du Développement et de la Francophonie

Ministère de l'Environnement, de l'Énergie et de la Mer
- Ségolène Royal, ministre de l'Environnement, de l'Énergie et de la Mer, chargée des Relations internationales sur le climat
- Alain Vidalies, secrétaire d'État auprès de la ministre de l'Environnement, de l'Énergie et de la Mer, chargée des Relations internationales sur le climat, chargé des Transports, de la Mer et de la Pêche
- Barbara Pompili, secrétaire d'État auprès de la ministre de l'Environnement, de l'Énergie et de la Mer, chargée des Relations internationales sur le climat, chargée de la Biodiversité

Ministère de l'Éducation nationale, de l'Enseignement supérieur et de la Recherche
- Najat Vallaud-Belkacem, ministre de l'Éducation nationale, de l'Enseignement supérieur et de la Recherche
- Thierry Mandon, secrétaire d'État auprès de la ministre de l'Éducation nationale, de l'Enseignement supérieur et de la Recherche, chargé de l'Enseignement supérieur et de la Recherche

Ministère de l'Économie et des Finances
- Michel Sapin, ministre de l'Économie et des Finances
- Christian Eckert, secrétaire d'État auprès du ministre de l'Économie et des Finances, chargé du Budget et des Comptes publics
- Martine Pinville, secrétaire d'État auprès du ministre de l'Économie et des Finances, chargée du Commerce, de l'Artisanat, de la Consommation et de l'Économie sociale et solidaire
- Christophe Sirugue, secrétaire d'État auprès du ministre de l'Économie et des Finances, chargé de l'Industrie, du Numérique et de l'Innovation

Ministère des Affaires sociales et de la Santé
- Marisol Touraine, ministre des Affaires sociales et de la Santé
- Ségolène Neuville, secrétaire d'État auprès de la ministre des Affaires sociales et de la Santé, chargée des Personnes handicapées et de la Lutte contre l'exclusion
- Pascale Boistard, secrétaire d'État auprès de la ministre des Affaires sociales et de la Santé, chargée des Personnes âgées et de l'Autonomie

Ministère de la Défense
- Jean-Yves Le Drian, ministre de la Défense
- Jean-Marc Todeschini, secrétaire d'État auprès du ministre de la Défense, chargé des Anciens combattants et de la Mémoire

Ministère de la Justice
- Jean-Jacques Urvoas, garde des Sceaux, ministre de la Justice

Ministère du Travail, de l'Emploi, de la Formation professionnelle et du Dialogue social
- Myriam El Khomri, ministre du Travail, de l'Emploi, de la Formation professionnelle et du Dialogue social
- Clotilde Valter, secrétaire d'État auprès de la ministre du Travail, de l'Emploi, de la Formation professionnelle et du Dialogue social, chargée de la Formation professionnelle et de l'Apprentissage

Ministère de l'Aménagement du territoire, de la Ruralité et des Collectivités territoriales
- Jean-Michel Baylet, ministre de l'Aménagement du territoire, de la Ruralité et des Collectivités territoriales
- Estelle Grelier, secrétaire d'État auprès du ministre de l'Aménagement du territoire, de la Ruralité et des Collectivités territoriales, chargée des Collectivités territoriales

Ministère de l'Intérieur
- Matthias Fekl, ministre de l'Intérieur

Ministère de l'Agriculture, de l'Agroalimentaire et de la Forêt
- Stéphane Le Foll, ministre de l'Agriculture, de l'Agroalimentaire et de la Forêt, porte-parole du Gouvernement

Ministère du Logement et de l'Habitat durable
- Emmanuelle Cosse, ministre du Logement et de l'Habitat durable

Ministère de la Culture et de la Communication
- Audrey Azoulay, ministre de la Culture et de la Communication

Ministère des Familles, de l'Enfance et des Droits des femmes
- Laurence Rossignol, ministre des Familles, de l'Enfance et des Droits des femmes

Ministère de la Fonction publique
- Annick Girardin, ministre de la Fonction publique

Ministère de la Ville, de la Jeunesse et des Sports
- Patrick Kanner, ministre de la Ville, de la Jeunesse et des Sports
- Hélène Geoffroy, secrétaire d'État auprès du ministre de la Ville, de la Jeunesse et des Sports, chargée de la Ville
- Thierry Braillard, secrétaire d'État auprès du ministre de la Ville, de la Jeunesse et des Sports, chargé des Sports

Ministère des Outre-mer
- Ericka Bareigts, ministre des Outre-mer

## Galerie
Galerie des personnalités en poste du 6 avril au 10 mai 2017.

### Premier ministre
| Image             | Fonction         | Nom | Nom               | Parti |
| ----------------- | ---------------- | --- | ----------------- | ----- |
| Bernard Cazeneuve | Premier ministre |     | Bernard Cazeneuve | PS    |

### Ministres
| Image                                                                   | Fonction | Nom | Nom                    | Parti   |
| ----------------------------------------------------------------------- | --- | --- | ---------------------- | ------- |
| Jean-Marc Ayrault                                                       | Ministre des Affaires étrangères et du Développement international                                          |     | Jean-Marc Ayrault      | PS      |
| Ségolène Royal lors du Forum Libération de Grenoble, le 28 janvier 2012 | Ministre de l'Environnement, de l'Énergie et de la Mer, chargée des relations internationales sur le climat |     | Ségolène Royal         | PS      |
| Najat Vallaud-Belkacem                                                  | Ministre de l'Éducation nationale, de l'Enseignement supérieur et de la Recherche                           |     | Najat Vallaud-Belkacem | PS      |
| Michel Sapin au Forum Libération 2013 de Grenoble                       | Ministre de l'Économie et des Finances                                                                      |     | Michel Sapin           | PS      |
| Marisol Touraine 2015.jpg                                               | Ministre des Affaires sociales et de la Santé                                                               |     | Marisol Touraine       | PS      |
| Jean-Yves le Drian en février 2013                                      | Ministre de la Défense                                                                                      |     | Jean-Yves Le Drian     | PS      |
| Jean-Jacques Urvoas                                                     | Garde des Sceaux, ministre de la Justice                                                                    |     | Jean-Jacques Urvoas    | PS      |
| Myriam El Khomri en septembre 2014                                      | Ministre du Travail, de l'Emploi, de la Formation professionnelle et du Dialogue social                     |     | Myriam El Khomri       | PS      |
| Jean-Michel Baylet                                                      | Ministre de l'Aménagement du territoire, de la Ruralité et des Collectivités territoriales                  |     | Jean-Michel Baylet     | PRG     |
| Matthias Fekl                                                           | Ministre de l'Intérieur                                                                                     |     | Matthias Fekl          | PS      |
| Stéphane Le Foll en 2012                                                | Ministre de l'Agriculture, de l'Agroalimentaire et de la Forêt Porte-parole du gouvernement                 |     | Stéphane Le Foll       | PS      |
| Emmanuelle Cosse                                                        | Ministre du Logement et de l'Habitat durable                                                                |     | Emmanuelle Cosse       | PÉ      |
| Audrey Azoulay le 12 février 2016                                       | Ministre de la Culture et de la Communication                                                               |     | Audrey Azoulay         | DVG     |
| Laurence Rossignol                                                      | Ministre des Familles, de l'Enfance et des Droits des femmes                                                |     | Laurence Rossignol     | PS      |
| Annick Girardin                                                         | Ministre de la Fonction publique                                                                            |     | Annick Girardin        | PRG-CSA |
| Patrick Kanner                                                          | Ministre de la Ville, de la Jeunesse et des Sports                                                          |     | Patrick Kanner         | PS      |
| Ericka Bareigts                                                         | Ministre des Outre-mer                                                                                      |     | Ericka Bareigts        | PS      |

### Secrétaires d'État
| Image                                                           | Fonction | Ministre de rattachement                                                                                    | Nom | Nom                  | Parti  |
| --------------------------------------------------------------- | --- | --- | --- | -------------------- | ------ |
| André Vallini                                                   | Secrétaire d'État chargé des Relations avec le Parlement                                                        | Premier ministre                                                                                            |     | André Vallini        | PS     |
| Jean-Vincent Placé                                              | Secrétaire d'État chargé de la Réforme de l'État et de la Simplification                                        | Premier ministre                                                                                            |     | Jean-Vincent Placé   | UDE-PÉ |
| Juliette Méadel                                                 | Secrétaire d’État chargée de l’Aide aux victimes                                                                | Premier ministre                                                                                            |     | Juliette Méadel      | PS     |
| Harlem Désir                                                    | Secrétaire d'État chargé des Affaires européennes                                                               | Ministre des Affaires étrangères et du Développement international                                          |     | Harlem Désir         | PS     |
| Jean-Marie Le Guen                                              | Secrétaire d'État chargé du Développement et de la Francophonie                                                 | Ministre des Affaires étrangères et du Développement international                                          |     | Jean-Marie Le Guen   | PS     |
| Alain Vidalies lors d'un débat sur les retraites à La Courneuve | Secrétaire d'État chargé des Transports, de la Mer et de la Pêche                                               | Ministre de l'Environnement, de l'Énergie et de la Mer, chargée des relations internationales sur le climat |     | Alain Vidalies       | PS     |
| Barbara pompili                                                 | Secrétaire d’État chargée de la Biodiversité                                                                    | Ministre de l'Environnement, de l'Énergie et de la Mer, chargée des relations internationales sur le climat |     | Barbara Pompili      | PÉ-EM  |
| Thierry Mandon                                                  | Secrétaire d'État chargé de l'Enseignement supérieur et de la Recherche                                         | Ministre de l'Éducation nationale, de l'Enseignement supérieur et de la Recherche                           |     | Thierry Mandon       | PS     |
| Christian Eckert en 2014                                        | Secrétaire d'État chargé du Budget et des Comptes publics                                                       | Ministre de l'Économie et des Finances                                                                      |     | Christian Eckert     | PS     |
| Martine Pinville                                                | Secrétaire d'État chargée du Commerce, de l'Artisanat, de la Consommation et de l'Économie sociale et solidaire | Ministre de l'Économie et des Finances                                                                      |     | Martine Pinville     | PS     |
|                                                                 | Secrétaire d'État chargé de l'Industrie, du Numérique et de l'Innovation                                        | Ministre de l'Économie et des Finances                                                                      |     | Christophe Sirugue   | PS     |
| Ségolène Neuville                                               | Secrétaire d'État chargée des Personnes handicapées et de la Lutte contre l'exclusion                           | Ministre des Affaires sociales et de la Santé                                                               |     | Ségolène Neuville    | PS     |
| Pascale Boistard                                                | Secrétaire d'État chargée des Personnes âgées et de l'Autonomie                                                 | Ministre des Affaires sociales et de la Santé                                                               |     | Pascale Boistard     | PS     |
| Jean-Marc Todeschini en 2015                                    | Secrétaire d'État chargé des Anciens combattants et de la Mémoire                                               | Ministre de la Défense                                                                                      |     | Jean-Marc Todeschini | PS     |
|                                                                 | Secrétaire d'État chargée de la Formation professionnelle et de l’Apprentissage                                 | Ministre du Travail, de l'Emploi, de la Formation professionnelle et du Dialogue social                     |     | Clotilde Valter      | PS     |
|                                                                 | Secrétaire d'État chargée des Collectivités territoriales                                                       | Ministre de l'Aménagement du territoire, de la Ruralité et des Collectivités territoriales                  |     | Estelle Grelier      | PS     |
| Hélène Geoffroy                                                 | Secrétaire d'État chargée de la Ville                                                                           | Ministre de la Ville, de la Jeunesse et des Sports                                                          |     | Hélène Geoffroy      | PS     |
| Thierry Braillard                                               | Secrétaire d'État chargé des Sports                                                                             | Ministre de la Ville, de la Jeunesse et des Sports                                                          |     | Thierry Braillard    | PRG    |

## Répartition partisane
| Parti                          | Parti                                   | Premier ministre | Ministres | Secrétaires d'État | Total |
| ------------------------------ | --------------------------------------- | ---------------- | --------- | ------------------ | ----- |
| Répartition le 6 décembre 2016 | Répartition le 6 décembre 2016          | 1                | 17        | 20                 | 38    |
|                                | Parti socialiste                        | 1                | 13        | 17                 | 31    |
|                                | Parti radical de gauche                 |                  | 2         | 1                  | 3     |
|                                | Parti écologiste                        | 1                | 1         | 2                  |       |
|                                | Divers gauche                           | 1                |           | 1                  |       |
|                                | Union des démocrates et des écologistes |                  | 1         | 1                  |       |
|                                |                                         |                  |           |                    |       |
| Répartition le 15 mai 2017     | Répartition le 15 mai 2017              | 1                | 17        | 18                 | 36    |
|                                | Parti socialiste                        | 1                | 13        | 15                 | 29    |
|                                | Parti radical de gauche                 |                  | 2         | 1                  | 3     |
|                                | Parti écologiste                        | 1                | 1         | 2                  |       |
|                                | Divers gauche                           | 1                |           | 1                  |       |
|                                | Union des démocrates et des écologistes |                  | 1         | 1                  |       |

## Démission
Le 10 mai 2017, après l'élection d'Emmanuel Macron, Bernard Cazeneuve remet au président sortant François Hollande la démission de son gouvernement,,. Le chef de l'État prend acte de cette démission et le remercie pour sa conduite depuis près de six mois ainsi que les choix qu'il a faits pour assurer la sécurité du pays durant le quinquennat.
Le Premier ministre expédie les affaires courantes jusqu'à la nomination le 15 mai de son successeur Édouard Philippe.